# Данелия, Георгий Николаевич
Гео́ргий Никола́евич Дане́лия (груз. გიორგი ნიკოლოზის ძე დანელია; 25 августа 1930, Тифлис, ЗСФСР, СССР — 4 апреля 2019, Москва, Россия) — советский и российский кинорежиссёр, сценарист, мемуарист; народный артист СССР (1989), лауреат Государственной премии СССР (1978), Государственной премии РСФСР имени братьев Васильевых (1981) и Государственной премии Российской Федерации (1997).

## Биография
Родился 25 августа 1930 года в Тифлисе в грузинской семье Николая Дмитриевича Данелии (1902—1981) и Мери Ивлиановны Анджапаридзе (1904—1980). Отец происходил из крестьян, после Октябрьской революции уехал в Москву, окончил Московский институт инженеров путей сообщения и всю жизнь проработал в Московском Метрострое. Мать происходила из дворянского рода Анджапаридзе, работала экономистом, затем вторым режиссёром на Тбилисской киностудии и «Мосфильме».
Данелия пошёл в школу в Москве. Великую Отечественную войну встретил в Тбилиси вместе с матерью и провёл там последующие два года. В 1943 году они вернулись в Москву.
Карьеру в кино начал с участия в массовках в фильмах своего дяди Михаила Чиаурели. Состоял в комсомоле. В 1955 году окончил Московский архитектурный институт, работал архитектором в Институте проектирования городов. В 1956 году поступил на только что открывшиеся Высшие режиссёрские курсы в мастерскую Михаила Калатозова, знакомого матери, которые окончил в 1959 году.
С 1959 года работал режиссёром-постановщиком «Мосфильма». Уже первый фильм «Серёжа» (1960), снятый совместно с однокурсником Игорем Таланкиным, обратил на себя внимание критиков и зрителей и был отмечен Хрустальным глобусом на Международном кинофестивале в Карловых Варах.
Программной работой стала лирическая комедия «Я шагаю по Москве» (1963), обернувшаяся культурным событием хрущёвской оттепели. Сам жанр «лирической комедии» был выдуман Данелией при сдаче картины художественному совету, члены которого никак не могли понять, почему комедия не вызывает у них смеха. В дальнейшем фильм был представлен на 17-м Каннском кинофестивале 1964 года, где Данелия был удостоен специального почётного упоминания жюри в числе молодых кинематографистов.
В своей следующей картине «Тридцать три» (1965) режиссёр обратился к жанру сатиры, однако фильм был вскоре положен «на полку», и Данелия решил вернуться к лирическим комедиям. Как позднее он вспоминал,

Двадцать пять лет картина была запрещена, и все двадцать пять лет она время от времени появлялась на экранах — в клубах, в воинских частях и даже в кинотеатрах на окраинах Москвы… После перестройки, когда все стали хвастаться своими «закрытыми» фильмами, я решил примкнуть к хору и тоже стал рассказывать, что мой фильм «Тридцать три» пролежал на полке двадцать пять лет. Но номер не прошёл: в застойные семидесятые почти все умудрились посмотреть мой сверхзакрытый фильм на экране.

В 1965—1969 годах был художественным руководителем «Экспериментального творческого объединения» при «Мосфильме», в 1975—1987 годах — художественным руководителем «Экспериментального объединения комедийных и музыкальных фильмов». С 1987 года выступал как президент и художественный руководитель киностудии «Ритм» киноконцерна «Мосфильм».
В 1967—1970 годах создал несколько миниатюр для сатирического журнала «Фитиль», из них самым известным был сюжет «О пользе алкоголя» (1974) с участием Евгения Леонова, «талисмана» Данелии, которого он снимал во всех фильмах, начиная с «Тридцать три» вплоть до смерти актёра в 1994 году.
В комедии «Джентльмены удачи» (1971), снятой Александром Серым, Данелия выступил как художественный руководитель и сценарист, а также поставил несколько эпизодов во время отсутствия заболевшего режиссёра: картина собрала 65 миллионов зрителей и заняла 12-е место среди самых популярных советских фильмов. Комедия «Афоня» (1975) собрала 62,2 миллиона зрителей, заняв 15-ю строчку среди лидеров советского проката. «Мимино» (1977) завоевала Золотой приз на X Московском международном кинофестивале, а «Осенний марафон» (1979) была удостоена Государственной премии РСФСР имени братьев Васильевых, а также главного приза — Золотой раковины на Кинофестивале в Сан-Себастьяне.
Сам Данелия был автором или соавтором сценариев всех своих фильмов (его имя не всегда появлялось в титрах) и некоторых картин других режиссёров. Также появлялся в своих фильмах в качестве камео.
Был членом Союза кинематографистов СССР, почётным членом Российской академии художеств, академиком Национальной академии кинематографических искусств и наук России, академиком Российской академии кинематографических искусств «Ника».
В 1980 году попал в больницу с осложнением от перитонита, который повлиял на работу сердца, и режиссёр пережил клиническую смерть.
В сезоне 1987/1988 приглашался в жюри Высшей лиги КВН.
С 2003 года и до конца жизни являлся президентом «Фонда Георгия Данелия сохранения традиций и развития нового кино».
Увлекался живописью, графикой, музыкой, собрал коллекцию барабанов. Опубликовал три книги мемуаров: «Безбилетный пассажир» (2003), «Тостуемый пьёт до дна» (2005) и «Кот ушёл, а улыбка осталась» (2014). Позже переработал их в одну, названную «Кошмар на цыпочках».

#### Семья
Отец Николай Данелия (1902—1981), инженер-путеец, бригадир, начальник шахты, главный инженер Метростроя Москвы и СССР, генерал-майор. Мать Мери Анджапаридзе (1904—1980), работала на «Мосфильме» ассистентом, вторым режиссёром; автор нескольких короткометражных фильмов, лауреат Сталинской премии I степени (1950).
Тётя — Верико Анджапаридзе (1897—1987), актриса театра и кино, театральный режиссёр, педагог, народная артистка СССР (1950); её муж — Михаил Чиаурели (1894—1974), режиссёр театра и кино, актёр, сценарист, скульптор, художник-иллюстратор, педагог, народный артист СССР (1948).
Двоюродная сестра — Софико Чиаурели (1937—2008), актриса театра и кино.
Первая жена (1951—1956) — Ирина Семёновна Гинзбург, адвокат, дочь первого заместителя министра нефтяной промышленности СССР, первого наркома строительства СССР Семёна Захаровича Гинзбурга. Дочь Светлана Данелия, юрист.
С 1957 по 1984 год жил с Любовью Соколовой (1921—2001), актрисой театра и кино, народной артисткой СССР (1990). Сын, Николай Соколов-Данелия (1959—1985), режиссёр, поэт, художник; погиб в 26 лет.
Вторая жена — Галина Юркова-Данелия (род. 1944), актриса, режиссёр-постановщик. Приёмный сын — Кирилл Данелия (род. 1968), художник, коллекционер, антиквар.

#### Взгляды, общественная позиция
…я ни в коем случае не хочу, чтобы создалось впечатление, что я пытаюсь выглядеть жертвой Советской власти. Напротив. Я благодарен этой власти за то, что она дала мне возможность заниматься любимым делом. Правда, я не снял всё, что хотел. Но снял только то, что хотел!Георгий Данелия, «Безбилетный пассажир». — Глава «Не угадать».
В разные годы подписывал открытые письма в защиту Светланы Бахминой, за увековечивание памяти жертв сталинских репрессий, против увольнения руководителя Музея кино Наума Клеймана.
В 2008 году на вопрос об отношении к войне в Грузии ответил одной фразой: «Мне жаль, что я дожил до сегодняшнего дня».
Комментируя в 2014 году обострение отношений между Украиной и Россией, режиссёр отметил, что противоречивость распространяемой различными СМИ информации о происходящем не позволяет ему дать однозначную оценку этим событиям, в связи с чем он воздержался как от поддержки, так и от осуждения политики Владимира Путина, пожелав Украине мира и спокойствия.

#### Смерть
В феврале 2019 года попал в больницу с воспалением лёгких. Позже врачи перевели его в реанимацию и ввели в искусственную кому, чтобы стабилизировать дыхание. Скончался 4 апреля 2019 года, на 89-м году жизни, в Москве. Причиной смерти стала острая дыхательная и сердечная недостаточность. Похоронен 9 апреля на Новодевичьем кладбище Москвы, рядом с могилами Станислава Говорухина и Олега Табакова.

#### Память
В 2019 году улицу в Вакийском районе Тбилиси назвали в честь Данелии.
В августе 2021 года на месте захоронения открыт памятник, выполненный скульптором Георгием Франгуляном.
В декабре 2024 года в Москве на доме № 23 по Чистопрудному бульвару, где жил и работал Данелия, открыли памятную доску работы Георгия Франгуляна.

## Адреса в Москве
- Жил в Москве на Чистопрудном бульваре[31], д. 23[32], и улице Макаренко, д. 1/19[33].

## Творчество

### Фильмография
| 1942 | Георгий Саакадзе                          |           |                        |           | зелёная ✓ | крестьянский мальчик / турецкий янычар                                            | Обе роли вырезаны из фильма. |                         |
| 1951 | Незабываемый 1919 год                     |           |                        |           | зелёная ✓ | гитарист                                                                          | |                         |
| 1955 | Мексиканец                                |           |                        |           | зелёная ✓ | парень с гитарой                                                                  | |                         |
| 1958 | Васисуалий Лоханкин (короткометражный)    | зелёная ✓ | зелёная ✓              |           |           |                                                                                   | Сорежиссёр и соавтор сценария (совместно с Ш. Аббасовым); курсовая работа.                                                      |                         |
| 1959 | Тоже люди (короткометражный)              | зелёная ✓ | зелёная ✓              |           | зелёная ✓ | босые ноги французского офицера                                                   | Курсовая работа. |                         |
| 1960 | Серёжа                                    | зелёная ✓ | зелёная ✓              |           | зелёная ✓ | коза (озвучивание)                                                                | Сорежиссёр (совместно с И. Таланкиным), соавтор сценария (совместно с И. Таланкиным и В. Пановой); дебют в полнометражном кино. |                         |
| 1962 | Путь к причалу                            | зелёная ✓ |                        |           |           |                                                                                   | |                         |
| 1963 | Я шагаю по Москве                         | зелёная ✓ |                        |           | зелёная ✓ | чистильщик обуви                                                                  | |                         |
| 1965 | Тридцать три                              | зелёная ✓ | зелёная ✓              |           |           |                                                                                   | Соавтор сценария (совместно с В. Ежовым и В. Конецким); фильм запрещён советской цензурой к прокату.                            |                         |
| 1968 | Не горюй!                                 | зелёная ✓ |                        | зелёная ✓ | зелёная ✓ | тюремный надзиратель                                                              | |                         |
| 1971 | Джентльмены удачи                         |           | зелёная ✓              | зелёная ✓ | зелёная ✓ | мужчина, проходящий мимо разговаривающих Косого и Мишки (в титрах не указан)      | Соавтор сценария (совместно с В. Токаревой), также ставил некоторые сцены во время отсутствия главного режиссёра.               |                         |
| 1973 | Совсем пропащий                           | зелёная ✓ | зелёная ✓              |           |           |                                                                                   | Соавтор сценария (совместно с В. Токаревой).                                                                                    |                         |
| 1973 | Про Витю, про Машу и морскую пехоту       |           |                        | зелёная ✓ |           |                                                                                   | |                         |
| 1975 | Афоня                                     | зелёная ✓ |                        |           |           |                                                                                   | |                         |
| 1977 | Мимино                                    | зелёная ✓ | зелёная ✓              |           | зелёная ✓ | пилот самолёта экипажа рейса Тбилиси — Москва (в титрах не указан)                | Соавтор сценария (совместно с Р. Габриадзе и В. Токаревой).                                                                     |                         |
| 1977 | В один прекрасный день                    |           |                        | зелёная ✓ |           |                                                                                   | |                         |
| 1979 | Осенний марафон                           | зелёная ✓ | · (в титрах не указан) |           | зелёная ✓ | Отто Скорцени, офицер в телефильме, который смотрят Бузыкины (в титрах не указан) | |                         |
| 1982 | Слёзы капали                              | зелёная ✓ | зелёная ✓              |           | зелёная ✓ | читающий пассажир в трамвае (в титрах не указан)                                  | Соавтор сценария (совместно с К. Булычёвым и А. Володиным).                                                                     |                         |
| 1983 | Три лимона для любимой (короткометражный) |           | зелёная ✓              |           |           |                                                                                   | |                         |
| 1986 | Кин-дза-дза!                              | зелёная ✓ | зелёная ✓              |           | зелёная ✓ | Абрадокс (в титрах не указан; озвучивает Артём Карапетян)                         | Соавтор сценария (совместно с Р. Габриадзе).                                                                                    |                         |
| 1988 | Француз                                   |           | зелёная ✓              |           |           |                                                                                   | Соавтор сценария (совместно с С. Бодровым-старшим).                                                                             |                         |
| 1990 | Паспорт                                   | зелёная ✓ | зелёная ✓              |           | зелёная ✓ | араб с осликом                                                                    | Соавтор сценария (совместно с Р. Габриадзе и А. Хайтом).                                                                        |                         |
| 1993 | Настя                                     | зелёная ✓ | зелёная ✓              |           | зелёная ✓ | работник культуры                                                                 | Соавтор сценария (совместно с А. Адабашьяном и А. Володиным).                                                                   |                         |
| 1995 | Орёл и решка                              | зелёная ✓ | зелёная ✓              |           | зелёная ✓ | инженер-конструктор                                                               | Соавтор сценария (совместно с С. Дерновым).                                                                                     |                         |
| 1998 | Привет от Чарли-трубача                   |           | зелёная ✓              |           |           |                                                                                   | Соавтор сценария (совместно с С. Дерновым).                                                                                     |                         |
| 2000 | Фортуна                                   | зелёная ✓ | зелёная ✓              |           | зелёная ✓ | вор в законе                                                                      | Соавтор сценария (совместно с А. Тиммом).                                                                                       |                         |
| 2005 | Анна                                      |           | зелёная ✓              |           |           |                                                                                   | Соавтор сценария (совместно с Р. Ибрагимбековым).                                                                               |                         |
| 2007 | Карнавальная ночь 2, или 50 лет спустя    |           |                        |           | зелёная ✓ | камео                                                                             | |                         |
| 2013 | Ку! Кин-дза-дза (мультфильм)              | зелёная ✓ | зелёная ✓              |           | зелёная ✓ | Ромашка (озвучивание) / Диоген (озвучивание)                                      | Сорежиссёр (совместно с Т. Ильиной), соавтор сценария (совместно с А. Усачёвым, А. Адабашьяном, Т. Ильиной и И. Ахмедовым).     | последняя работа в кино |

### Сюжеты для сатирического киножурнала «Фитиль»
- 1967 — фильм № 62 «Мелочи жизни»
- 1967 — фильм № 63 «Маляр»
- 1967 — фильм № 64 «Проблема»
- 1968 — фильм № 68 «С натуры»
- 1970 — фильм № 100 «Закон природы»
- 1974 — фильм № 139 «Трезвый подход»
- 1974 — фильм № 140 «Подхалимы»

### Участие в документальных фильмах и телепередачах
- 1980 — «Андрей Петров: „Нужна хорошая мелодия“»
- 1997 — «Фрунзик Мкртчян» (из цикла телепрограмм канала «ОРТ» «Чтобы помнили»)
- 2000 — «Тот самый Данелия» (из цикла фильмов «Жизнь замечательных людей»)
- 2000 — «Сергей Бондарчук»
- 2002 — «Жизнь Дездемоны. Ирина Скобцева»
- 2003 — «Марлен. Прощание с шестидесятыми» (из серии «Кино, которое было»)
- 2003 — «Георгий Данелия. Время Кин-дза-дзы» (из серия «Кино, которое было»)
- 2004 — «Страна Данелия»
- 2005 — «Мимино» (из авторского цикла передач о советском кинематографе «Рождение легенды»)
- 2005 — «Фрунзик Мкртчян. История одиночества»
- 2007 — «Осенний марафон» (из серии «Фильм о фильме» в цикле передач «Живая история» телекомпании «Петербург — 5 канал»)
- 2008 — «Печальная история последнего клоуна. Фрунзе Мкртчян» (из цикла «Острова»)
- 2008 — «Кин-дза-дза! Территория Данелии» (из серии «Фильм о фильме» в цикле передач «Живая история» телекомпании «Петербург — 5 канал»)
- 2009 — «Евгений Леонов. Страх одиночества»
- 2009 — «Георгий Данелия. „После 10 лет молчания“» («Первый канал»)[34]
- 2010 — «Я шагаю по Москве. Вечное обаяние молодости» (из серии «Фильм о фильме» в цикле передач «Живая история» телекомпании «Петербург — 5 канал»)
- 2012 — «Георгий Данелия. Между вымыслом и реальностью»
- 2012 — «Джентльмены удачи. 40 лет спустя»
- 2015 — «Георгий Данелия. „Великий обманщик“» («ТВ Центр»)[35]
- 2015 — «Георгий Данелия. „Небеса не обманешь“» («Первый канал»)[36][37]
- 2017 — «Георгий Данелия. „Легенды кино“» («Звезда»)[38]
- 2019 — «Георгий Данелия. „Фильмы о личном“» («Мир»)[39]
- 2020 — «Георгий Данелия. „Последний день“» («Звезда»)[40]

### Архивные кадры
- 2009 — «Вадим Юсов» (из цикла «Острова»)
- 2010 — «Я шагаю по Москве» (из цикла «Спето в СССР»)

### Книги
- Габриадзе Р., Токарева В., Данелия Г. Мимино. — М.: Искусство, 1978. — 88 с. — 30 000 экз.
- Данелия Г. Н. Безбилетный пассажир: «Байки» кинорежиссёра. — М.: Эксмо, 2003. — 416 с. — 4100 + 5100 экз. — ISBN 978-5-699-12714-6. — ISBN 5-699-12714-3.
- Данелия Г. Н. Тостуемый пьёт до дна. — М.: Эксмо, 2005. — 352 с. — 7100 + 17 300 экз. — ISBN 5-699-12715-3.
- Данелия Г. Н. Чито-грито. — М.: Эксмо, 2007. — 768 с. — 17 000 экз. — ISBN 5-699-17248-3. — ISBN 978-5-699-17248-1. (составлена из двух предыдущих — «Безбилетный пассажир» и «Тостуемый пьёт до дна»).
- Данелия Г. Н. Джентльмены удачи и другие киносценарии. — СПб.: Сеанс; Амфора, 2008. — 624 с. — (Библиотека кинодраматурга). — 5000 экз. — ISBN 978-5-367-00641-4.
- Данелия Г. Н. Не горюй!: авторский сборник. — М.: АСТ; Зебра Е, 2008. — 704 с. — (Актёрская книга). — 5000 экз. — ISBN 978-5-17-054369-4. — ISBN 978-5-94663-620-9.
- Данелия Г. Н. Кот ушёл, а улыбка осталась. — М.: Эксмо, 2014. — 415 с. — 5000 экз. — ISBN 978-5-699-76244-6.
- Данелия Г. Н. Кошмар на цыпочках. — М.: Эксмо, 2018. — 672 с. — 4000 экз. — ISBN 978-5-04-089812-1. (сокращённое объединение трёх книг — «Безбилетный пассажир», «Тостуемый пьёт до дна», «Кот ушёл, а улыбка осталась»).

## Сотрудничество с актёрами
Во многих фильмах Георгий Данелия снимал одних и тех же актёров. Вот некоторые из них:
- Евгений Леонов — снялся в 10 фильмах (в том числе в главных ролях), двух выпусках «Фитиля» и фильме «Джентльмены удачи», на котором Данелия был сценаристом и художественным руководителем;
- Вахтанг Кикабидзе — снялся в главных ролях в четырёх фильмах и озвучил Траца в мультфильме «Ку! Кин-дза-дза»;
- Владимир Басов — снялся в пяти фильмах (в том числе в картине «Я шагаю по Москве», работа в которой стала его первой заметной ролью);
- Фрунзик Мкртчян — снялся в трёх фильмах (в том числе в главной роли в фильме «Мимино»);
- Борислав Брондуков — снялся в четырёх фильмах (свою первую комедийную роль сыграл в «Афоне»);
- Геннадий Ялович — снялся в шести фильмах и одном выпуске «Фитиля»;
- Иван Рыжов — снялся в двух фильмах и одном выпуске «Фитиля».

Можно отметить также творческое сотрудничество с Николаем Парфёновым, Савелием Крамаровым, Борисом Андреевым, Любовью Соколовой, Полиной Кутеповой и другими.

## Награды
Государственные награды СССР и Российской Федерации:
- Заслуженный деятель искусств РСФСР (26 ноября 1965) — за заслуги в области советского киноискусства[41]
- Народный артист РСФСР (28 марта 1974) — за заслуги в области советского киноискусства[42]
- орден Трудового Красного Знамени (25 августа 1980) — за заслуги в развитии советского киноискусства и в связи с пятидесятилетием со дня рождения[43]
- орден «Знак Почёта»[44]
- Народный артист СССР (18 августа 1989) — за большие заслуги в развитии советского киноискусства и плодотворную общественную деятельность[45]
- Государственная премия СССР 1978 года в области литературы, искусства и архитектуры (19 октября 1978) — за художественный фильм «Мимино» (1977)[46]
- Государственная премия РСФСР имени братьев Васильевых (24 декабря 1981) — за художественный фильм «Осенний марафон» (1979) производства киностудии «Мосфильм»[47]
- Государственная премия Российской Федерации в области киноискусства 1996 года (29 мая 1997) — за художественные фильмы «Паспорт» (1990), «Настя» (1993), «Орёл и решка» (1995)[48]
- орден «За заслуги перед Отечеством» III степени (29 августа 2000) — за большой личный вклад в развитие киноискусства[49]
- орден «За заслуги перед Отечеством» II степени (24 августа 2010) — за большой вклад в развитие отечественного кинематографического искусства и многолетнюю творческую деятельность[50]

Другие награды, поощрения, премии и общественное признание:
- Почётный гражданин Тбилиси (1985)
- орден Чести (Грузия, 2000)
- Знак отличия «За заслуги перед Москвой» (Москва, 27 августа 2010) — за заслуги в развитии отечественного киноискусства, большой вклад в культурную жизнь столицы и многолетнюю творческую деятельность[51]
- Памятная золотая медаль Сергея Михалкова (2010)[52]
- Премия Правительства Российской Федерации в области культуры (17 декабря 2014) — за создание анимационного фильма «Ку! Кин-дза-дза» (2013)[53]
- Специальный приз Президента Российской Федерации «За выдающийся вклад в развитие российского кино» (12 июня 1999)[54]
- орден преподобного Андрея Иконописца II степени (2015) — во внимание к Вашим трудам, направленным на утверждение традиционных ценностей в культуре, и в связи с 85-летием со дня рождения[55]

Прочие:
- «Золотой лавровый венок» Фонда Дэвида Оливера Селзника

1961 — фильм «Серёжа»
- Международные кинофестивали:

1960 — Гран-при «Хрустальный глобус» за лучший фильм (совм. И. Таланкиным) (МКФ в Карловых Варах, фильм «Серёжа»)
1960 — Первая премия (Международный смотр фильмов для детей и юношества в Каннах, фильм «Серёжа»)
1960 — Приз «Золотая головка Паленке» (Международный смотр фестивальных фильмов в Акапулько, фильм «Серёжа»)
1964 — Специальное упоминание жюри «Молодым кинематографистам за новизну и свежесть взгляда» (XVII Каннский кинофестиваль, фильм «Я шагаю по Москве»)
1964 — Главный приз (IV Международный технический конкурс фильмов в рамках конгресса УНИАТЕК, Милан, фильм «Я шагаю по Москве»)
1970 — Специальная премия жюри «Кондор» (Кинофестиваль в Мардель-Плата, фильм «Не горюй!»)
1975 — Главный приз (МКФ в Ташкенте, фильм «Афоня»)
1977 — Золотой приз (X Московский международный кинофестиваль, фильм «Мимино»)
1979 — Приз «Золотой Лачено» (XIX Международный кинофестиваль художественных и детских фильмов в Авеллино, фильм «Мимино»)
1979 — Приз международной ассоциации кинокритиков (ФИПРЕССИ) (Венецианский кинофестиваль, фильм «Осенний марафон»)
1979 — Главный приз «Золотая раковина» и премия международной ассоциации кинокритиков (ФИПРЕССИ) (Кинофестиваль в Сан-Себастьяне, фильм «Осенний марафон»)
1980 — Премия Общества советско-болгарской дружбы, (Международный кинофестиваль в Карловых Варах, фильм «Осенний марафон»)
1980 — Приз международного евангелического жюри приз — специальная рекомендация (программа «Форум») (30-й Берлинский международный кинофестиваль, фильм «Осенний марафон»)
1980 — Главный приз (Международный фестиваль комедийных фильмов в Шамруссе, фильм «Осенний марафон»)
1981 — Специальный приз (Международный фестиваль комедийных фильмов в Габрово, фильм «Осенний марафон»)
1987 — Специальный приз жюри (Международный кинофестиваль фантастических фильмов в Мадриде, фильм «Кин-дза-дза!»)
1987 — Специальный приз жюри «За изобразительную концепцию» (Международный кинофестиваль в Карловых Варах в Рио-де-Жанейро, фильм «Кин-дза-дза!»)
1988 — Специальный приз жюри (Международный фестиваль кинофантастики в Порту («Fantasporto»), фильм «Кин-дза-дза!»)
1993 — Приз «Амаркорд» (Международный кинофестиваль в Римини, фильм «Настя»)
1997 — Главный приз (Международный фестиваль фильмов о любви в Варне «Любовь — это сумасшествие» («Любовта е лудост»), фильм «Орёл и решка»)
1997 — Премия «Золотой Остап» в номинации «Легенда» (Международный фестиваль юмора и сатиры «Золотой Остап», Санкт-Петербург)
- Всесоюзный кинофестиваль:

1964 — Диплом ЦК ВЛКСМ (Ленинград, фильм «Я шагаю по Москве»)
1976 — Специальная премия жюри за режиссуру (Фрунзе, фильм «Афоня»)
1978 — Приз за лучший комедийный фильм (Ереван, фильм «Мимино»)
1980 — Главный приз (Душанбе, фильм «Осенний марафон»)
- Кинофестиваль «Золотой Дюк»:

1990 — Гран-при (Одесса, фильм «Паспорт»)
- Кинофестиваль «Кинотавр»:

1996 — Специальный приз жюри (Сочи, фильм «Орёл и решка»)
1999 — Приз Президента России «За вклад в российское киноискусство» (Сочи)
2000 — Приз президентского совета фестиваля (Сочи, фильм «Фортуна»)
2003 — Приз за особый вклад в отечественный кинематограф (Сочи)
- Кинофестиваль «Виват кино России!»:

2005 — Приз «Немеркнущая зрительская любовь» (Санкт-Петербург)
- Кинофестиваль кинематографических дебютов «Дух огня»:

2006 — Главный приз «Золотая тайга» — «За вклад в киноискусство» (Ханты-Мансийск)
- IV Всероссийский фестиваль авторского короткометражного кино «Арткино»:

2011 — Приз за выдающийся вклад в развитие авторского кино в России
- Премия «Ника»:

1992 — в номинации «Лучшая сценарная работа»
1992 — номинация на «Лучший игровой фильм», фильм «Паспорт»
2008 — в номинации «Честь и достоинство»
2014 — в номинации «Лучший анимационный фильм» (совм. Т. Ильиной), анимационный фильм «Ку! Кин-дза-дза»
- Премия «Золотой овен»:

1995 — «Человек кинематографического года»
- Премия «Странник»:

2002 — в номинации «Легенда фантастического кинематографа» (Санкт-Петербург)
- Премия «Триумф»

2002
- Премия «Золотой орёл»:

2006 — «За верность профессии»
2014 — Специальный приз «За неувядаемый талант и мужество» (за работу над анимационным фильмом «Ку! Кин-дза-дза»)
Как представитель «Мосфильма» получил кинопремию «Оскар» вместе с продюсером Ёити Мацуэ за фильм «Дерсу Узала» в 1976 году

## Факты
- Начиная с комедии «Не горюй!» в титрах фильмов режиссёра значится некий Рене Хобуа, занятый в эпизодах, однако реального актёра с таким именем не существовало. В действительности Рене Хобуа был грузинским строителем, которого Георгий Данелия и Резо Габриадзе встретили в гостинице при работе над фильмом. Они пытались «испытать» на нём свой сценарий, параллельно с этим водя по застольям у знакомых. Хобуа покорно выслушивал их, пока не выяснилось, что он плохо знает русский язык (сценарий писался на русском языке), но из вежливости не упоминал об этом и просто хвалил всё, что написали Габриадзе и Данелия. Габриадзе предложил вставить имя Хобуа в титры фильма и тем самым отблагодарить строителя[57].
- С 1965 года и вплоть до своей смерти актёр Евгений Леонов снимался во всех фильмах Данелии, включая «Джентльменов удачи» и эпизоды «Фитиля». Режиссёр называл его своим талисманом[58]. Также во всех его фильмах этого периода в том или ином виде звучит русская народная песня «На речке, на речке, на том бережочке», впервые исполненная Леоновым в картине «Тридцать три».

— После картины «Тридцать три» почти во всех моих фильмах звучит песня «Мыла Марусенька белые ножки». И часто меня спрашивают — а что эта песня значит?
— Ничего. Память. Когда снимали в «Тридцать три» сцену «выступление хора завода безалкогольных напитков», я попросил Леонова спеть «Марусеньку» — это была единственная песня, слова которой я знал до конца. Леонов так спел эту песню, как мог спеть только он один. И мне захотелось, чтобы она звучала везде…Георгий Данелия, «Безбилетный пассажир». — Глава «Мыла Марусенька…»
- Данелия также старался как можно чаще задействовать в фильмах своего друга Вахтанга Кикабидзе, но не всегда находил для него роли. Двойная роль Мераба и Якова Папашвили в комедии «Паспорт» (1990) писалась именно под Кикабидзе, однако французские продюсеры настояли на том, чтобы роль исполнил французский актёр (им стал Жерар Дармон)[5].
- Ко многим фильмам Данелии писал музыку грузинский композитор Гия Канчели, посвятивший также режиссёру свои сочинения «Маленькая Данелиада» для струнного оркестра и «…à la Duduki» для оркестра. Музыку ко всем остальным фильмам, за исключением «Серёжи» и «Афони», сочинил Андрей Петров[59].
- Часто в картинах Данелии встречаются отсылки к собственным фильмам. Так, в комедии «Я шагаю по Москве» прохожий в исполнении Ролана Быкова насвистывает мелодию «Песни о друге», впервые прозвучавшую в предыдущем фильме Данелии «Путь к причалу» (эта же песня фоном звучит в одном из эпизодов фильма «Тридцать три»). В то же время песню «А я иду, шагаю по Москве» исполняет любительский хор в его следующей картине «Тридцать три». Фразу «Это не вино, это — уксус» из «Не горюй!» впоследствии повторяет единственный грузинский персонаж фильма «Кин-дза-дза!». Песню Бенжамена и Косты из того же фильма позже насвистывает Гек Финн в ленте «Совсем пропащий». В картине «Настя» Савелий Крамаров вновь появляется в образе вора Косого из кинокомедии «Джентльмены удачи».

## Фрагмент генеалогического древа Георгия Данелии
|                            |                            |                              |                              |                              |                              |                              |                              |                           |                           |                           |                           |                            |                            | Александр князь Андроникашвили (1838—?) ж. Дарья княжна Чавчавадзе | Александр князь Андроникашвили (1838—?) ж. Дарья княжна Чавчавадзе | Александр князь Андроникашвили (1838—?) ж. Дарья княжна Чавчавадзе | Александр князь Андроникашвили (1838—?) ж. Дарья княжна Чавчавадзе | Александр князь Андроникашвили (1838—?) ж. Дарья княжна Чавчавадзе | Александр князь Андроникашвили (1838—?) ж. Дарья княжна Чавчавадзе |                              |                              |                           |                           |                             |                             |                             |                             |                             |                             |                                                                   |                                                                   |                                                                   |                                                                   |                                                                   |                                                                   |                                 |                                 |                                 |                                 | Григорий Николаевич Анджапаридзе (1810—?) ж. Кесария N. | Григорий Николаевич Анджапаридзе (1810—?) ж. Кесария N. | Григорий Николаевич Анджапаридзе (1810—?) ж. Кесария N. | Григорий Николаевич Анджапаридзе (1810—?) ж. Кесария N. | Григорий Николаевич Анджапаридзе (1810—?) ж. Кесария N. | Григорий Николаевич Анджапаридзе (1810—?) ж. Кесария N. |       |       |                                                                      |                                                                      |                                                                      |                                                                      |                                                                      |                                                                      |                                                    |                                                    |                                                                  |                                                                  |                                                                  |                                                                  |                                                                  |                                                                  |                                                                  |                                                                  |                                                                  |                                                                  |                                                      |                                                      |                                                      |                                                      |                                                      |                                                      |                               |                               |                               |                               |  |  |  |  |  |  |  |  |  |  |  |  |  |  |  |  |  |  |
|                            |                            |                              |                              |                              |                              |                              |                              |                           |                           |                           |                           |                            |                            | Александр князь Андроникашвили (1838—?) ж. Дарья княжна Чавчавадзе | Александр князь Андроникашвили (1838—?) ж. Дарья княжна Чавчавадзе | Александр князь Андроникашвили (1838—?) ж. Дарья княжна Чавчавадзе | Александр князь Андроникашвили (1838—?) ж. Дарья княжна Чавчавадзе | Александр князь Андроникашвили (1838—?) ж. Дарья княжна Чавчавадзе | Александр князь Андроникашвили (1838—?) ж. Дарья княжна Чавчавадзе |                              |                              |                           |                           |                             |                             |                             |                             |                             |                             |                                                                   |                                                                   |                                                                   |                                                                   |                                                                   |                                                                   |                                 |                                 |                                 |                                 | Григорий Николаевич Анджапаридзе (1810—?) ж. Кесария N. | Григорий Николаевич Анджапаридзе (1810—?) ж. Кесария N. | Григорий Николаевич Анджапаридзе (1810—?) ж. Кесария N. | Григорий Николаевич Анджапаридзе (1810—?) ж. Кесария N. | Григорий Николаевич Анджапаридзе (1810—?) ж. Кесария N. | Григорий Николаевич Анджапаридзе (1810—?) ж. Кесария N. |       |       |                                                                      |                                                                      |                                                                      |                                                                      |                                                                      |                                                                      |                                                    |                                                    |                                                                  |                                                                  |                                                                  |                                                                  |                                                                  |                                                                  |                                                                  |                                                                  |                                                                  |                                                                  |                                                      |                                                      |                                                      |                                                      |                                                      |                                                      |                               |                               |                               |                               |  |  |  |  |  |  |  |  |  |  |  |  |  |  |  |  |  |  |
|                            |                            | Михаил Шенгелая              | Михаил Шенгелая              | Михаил Шенгелая              | Михаил Шенгелая              | Михаил Шенгелая              | Михаил Шенгелая              |                           |                           |                           |                           |                            |                            | Георгий (1875—1911) ж. Екатерина Сливицкая                         | Георгий (1875—1911) ж. Екатерина Сливицкая                         | Георгий (1875—1911) ж. Екатерина Сливицкая                         | Георгий (1875—1911) ж. Екатерина Сливицкая                         | Георгий (1875—1911) ж. Екатерина Сливицкая                         | Георгий (1875—1911) ж. Екатерина Сливицкая                         |                              |                              |                           |                           |                             |                             | Эдишер Чиаурели             | Эдишер Чиаурели             | Эдишер Чиаурели             | Эдишер Чиаурели             | Эдишер Чиаурели                                                   | Эдишер Чиаурели                                                   |                                                                   |                                                                   |                                                                   |                                                                   |                                 |                                 |                                 |                                 | Ивлиан (1847—?) ж. Мария (Бута) Георгиевна Месхи        | Ивлиан (1847—?) ж. Мария (Бута) Георгиевна Месхи        | Ивлиан (1847—?) ж. Мария (Бута) Георгиевна Месхи        | Ивлиан (1847—?) ж. Мария (Бута) Георгиевна Месхи        | Ивлиан (1847—?) ж. Мария (Бута) Георгиевна Месхи        | Ивлиан (1847—?) ж. Мария (Бута) Георгиевна Месхи        |       |       |                                                                      |                                                                      |                                                                      |                                                                      |                                                                      |                                                                      |                                                    |                                                    |                                                                  |                                                                  |                                                                  |                                                                  | Дмитрий Данелия                                                  | Дмитрий Данелия                                                  | Дмитрий Данелия                                                  | Дмитрий Данелия                                                  | Дмитрий Данелия                                                  | Дмитрий Данелия                                                  |                                                      |                                                      |                                                      |                                                      |                                                      |                                                      |                               |                               |                               |                               |  |  |  |  |  |  |  |  |  |  |  |  |  |  |  |  |  |  |
|                            |                            | Михаил Шенгелая              | Михаил Шенгелая              | Михаил Шенгелая              | Михаил Шенгелая              | Михаил Шенгелая              | Михаил Шенгелая              |                           |                           |                           |                           |                            |                            | Георгий (1875—1911) ж. Екатерина Сливицкая                         | Георгий (1875—1911) ж. Екатерина Сливицкая                         | Георгий (1875—1911) ж. Екатерина Сливицкая                         | Георгий (1875—1911) ж. Екатерина Сливицкая                         | Георгий (1875—1911) ж. Екатерина Сливицкая                         | Георгий (1875—1911) ж. Екатерина Сливицкая                         |                              |                              |                           |                           |                             |                             | Эдишер Чиаурели             | Эдишер Чиаурели             | Эдишер Чиаурели             | Эдишер Чиаурели             | Эдишер Чиаурели                                                   | Эдишер Чиаурели                                                   |                                                                   |                                                                   |                                                                   |                                                                   |                                 |                                 |                                 |                                 | Ивлиан (1847—?) ж. Мария (Бута) Георгиевна Месхи        | Ивлиан (1847—?) ж. Мария (Бута) Георгиевна Месхи        | Ивлиан (1847—?) ж. Мария (Бута) Георгиевна Месхи        | Ивлиан (1847—?) ж. Мария (Бута) Георгиевна Месхи        | Ивлиан (1847—?) ж. Мария (Бута) Георгиевна Месхи        | Ивлиан (1847—?) ж. Мария (Бута) Георгиевна Месхи        |       |       |                                                                      |                                                                      |                                                                      |                                                                      |                                                                      |                                                                      |                                                    |                                                    |                                                                  |                                                                  |                                                                  |                                                                  | Дмитрий Данелия                                                  | Дмитрий Данелия                                                  | Дмитрий Данелия                                                  | Дмитрий Данелия                                                  | Дмитрий Данелия                                                  | Дмитрий Данелия                                                  |                                                      |                                                      |                                                      |                                                      |                                                      |                                                      |                               |                               |                               |                               |  |  |  |  |  |  |  |  |  |  |  |  |  |  |  |  |  |  |
|                            |                            |                              |                              |                              |                              |                              |                              |                           |                           |                           |                           |                            |                            |                                                                    |                                                                    |                                                                    |                                                                    |                                                                    |                                                                    |                              |                              |                           |                           |                             |                             |                             |                             |                             |                             |                                                                   |                                                                   |                                                                   |                                                                   |                                                                   |                                                                   |                                 |                                 |                                 |                                 |                                                         |                                                         |                                                         |                                                         |                                                         |                                                         |       |       |                                                                      |                                                                      |                                                                      |                                                                      |                                                                      |                                                                      |                                                    |                                                    |                                                                  |                                                                  |                                                                  |                                                                  |                                                                  |                                                                  |                                                                  |                                                                  |                                                                  |                                                                  |                                                      |                                                      |                                                      |                                                      |                                                      |                                                      |                               |                               |                               |                               |  |  |  |  |  |  |  |  |  |  |  |  |  |  |  |  |  |  |
|                            |                            | Николай Шенгелая (1903—1943) | Николай Шенгелая (1903—1943) | Николай Шенгелая (1903—1943) | Николай Шенгелая (1903—1943) | Николай Шенгелая (1903—1943) | Николай Шенгелая (1903—1943) |                           |                           |                           |                           |                            |                            | Наталья (Нато Вачнадзе) (1904—1953 ) 1м. князь Мераб Вачнадзе      | Наталья (Нато Вачнадзе) (1904—1953 ) 1м. князь Мераб Вачнадзе      | Наталья (Нато Вачнадзе) (1904—1953 ) 1м. князь Мераб Вачнадзе      | Наталья (Нато Вачнадзе) (1904—1953 ) 1м. князь Мераб Вачнадзе      | Наталья (Нато Вачнадзе) (1904—1953 ) 1м. князь Мераб Вачнадзе      | Наталья (Нато Вачнадзе) (1904—1953 ) 1м. князь Мераб Вачнадзе      |                              |                              |                           |                           |                             |                             | Михаил Чиаурели (1894—1974) | Михаил Чиаурели (1894—1974) | Михаил Чиаурели (1894—1974) | Михаил Чиаурели (1894—1974) | Михаил Чиаурели (1894—1974)                                       | Михаил Чиаурели (1894—1974)                                       |                                                                   |                                                                   | Верико Анджапаридзе (1900—1987)                                   | Верико Анджапаридзе (1900—1987)                                   | Верико Анджапаридзе (1900—1987) | Верико Анджапаридзе (1900—1987) | Верико Анджапаридзе (1900—1987) | Верико Анджапаридзе (1900—1987) |                                                         |                                                         | Леван                                                   | Леван                                                   | Леван                                                   | Леван                                                   | Леван | Леван |                                                                      |                                                                      |                                                                      |                                                                      | Мери (1905—1980) 2-й режиссёр на Мосфильме                           | Мери (1905—1980) 2-й режиссёр на Мосфильме                           | Мери (1905—1980) 2-й режиссёр на Мосфильме         | Мери (1905—1980) 2-й режиссёр на Мосфильме         | Мери (1905—1980) 2-й режиссёр на Мосфильме                       | Мери (1905—1980) 2-й режиссёр на Мосфильме                       |                                                                  |                                                                  | Николай (1902—1981) глав. инженер Метростроя СССР, генерал-майор | Николай (1902—1981) глав. инженер Метростроя СССР, генерал-майор | Николай (1902—1981) глав. инженер Метростроя СССР, генерал-майор | Николай (1902—1981) глав. инженер Метростроя СССР, генерал-майор | Николай (1902—1981) глав. инженер Метростроя СССР, генерал-майор | Николай (1902—1981) глав. инженер Метростроя СССР, генерал-майор |                                                      |                                                      |                                                      |                                                      |                                                      |                                                      |                               |                               |                               |                               |  |  |  |  |  |  |  |  |  |  |  |  |  |  |  |  |  |  |
|                            |                            | Николай Шенгелая (1903—1943) | Николай Шенгелая (1903—1943) | Николай Шенгелая (1903—1943) | Николай Шенгелая (1903—1943) | Николай Шенгелая (1903—1943) | Николай Шенгелая (1903—1943) |                           |                           |                           |                           |                            |                            | Наталья (Нато Вачнадзе) (1904—1953 ) 1м. князь Мераб Вачнадзе      | Наталья (Нато Вачнадзе) (1904—1953 ) 1м. князь Мераб Вачнадзе      | Наталья (Нато Вачнадзе) (1904—1953 ) 1м. князь Мераб Вачнадзе      | Наталья (Нато Вачнадзе) (1904—1953 ) 1м. князь Мераб Вачнадзе      | Наталья (Нато Вачнадзе) (1904—1953 ) 1м. князь Мераб Вачнадзе      | Наталья (Нато Вачнадзе) (1904—1953 ) 1м. князь Мераб Вачнадзе      |                              |                              |                           |                           |                             |                             | Михаил Чиаурели (1894—1974) | Михаил Чиаурели (1894—1974) | Михаил Чиаурели (1894—1974) | Михаил Чиаурели (1894—1974) | Михаил Чиаурели (1894—1974)                                       | Михаил Чиаурели (1894—1974)                                       |                                                                   |                                                                   | Верико Анджапаридзе (1900—1987)                                   | Верико Анджапаридзе (1900—1987)                                   | Верико Анджапаридзе (1900—1987) | Верико Анджапаридзе (1900—1987) | Верико Анджапаридзе (1900—1987) | Верико Анджапаридзе (1900—1987) |                                                         |                                                         | Леван                                                   | Леван                                                   | Леван                                                   | Леван                                                   | Леван | Леван |                                                                      |                                                                      |                                                                      |                                                                      | Мери (1905—1980) 2-й режиссёр на Мосфильме                           | Мери (1905—1980) 2-й режиссёр на Мосфильме                           | Мери (1905—1980) 2-й режиссёр на Мосфильме         | Мери (1905—1980) 2-й режиссёр на Мосфильме         | Мери (1905—1980) 2-й режиссёр на Мосфильме                       | Мери (1905—1980) 2-й режиссёр на Мосфильме                       |                                                                  |                                                                  | Николай (1902—1981) глав. инженер Метростроя СССР, генерал-майор | Николай (1902—1981) глав. инженер Метростроя СССР, генерал-майор | Николай (1902—1981) глав. инженер Метростроя СССР, генерал-майор | Николай (1902—1981) глав. инженер Метростроя СССР, генерал-майор | Николай (1902—1981) глав. инженер Метростроя СССР, генерал-майор | Николай (1902—1981) глав. инженер Метростроя СССР, генерал-майор |                                                      |                                                      |                                                      |                                                      |                                                      |                                                      |                               |                               |                               |                               |  |  |  |  |  |  |  |  |  |  |  |  |  |  |  |  |  |  |
|                            |                            |                              |                              |                              |                              |                              |                              |                           |                           |                           |                           |                            |                            |                                                                    |                                                                    |                                                                    |                                                                    |                                                                    |                                                                    |                              |                              |                           |                           |                             |                             |                             |                             |                             |                             |                                                                   |                                                                   |                                                                   |                                                                   |                                                                   |                                                                   |                                 |                                 |                                 |                                 |                                                         |                                                         |                                                         |                                                         |                                                         |                                                         |       |       |                                                                      |                                                                      |                                                                      |                                                                      |                                                                      |                                                                      |                                                    |                                                    |                                                                  |                                                                  |                                                                  |                                                                  |                                                                  |                                                                  |                                                                  |                                                                  |                                                                  |                                                                  |                                                      |                                                      |                                                      |                                                      |                                                      |                                                      |                               |                               |                               |                               |  |  |  |  |  |  |  |  |  |  |  |  |  |  |  |  |  |  |
|                            |                            |                              |                              |                              |                              |                              |                              |                           |                           |                           |                           |                            |                            |                                                                    |                                                                    |                                                                    |                                                                    |                                                                    |                                                                    |                              |                              |                           |                           |                             |                             |                             |                             |                             |                             |                                                                   |                                                                   |                                                                   |                                                                   |                                                                   |                                                                   |                                 |                                 |                                 |                                 |                                                         |                                                         |                                                         |                                                         |                                                         |                                                         |       |       |                                                                      |                                                                      |                                                                      |                                                                      |                                                                      |                                                                      |                                                    |                                                    |                                                                  |                                                                  |                                                                  |                                                                  |                                                                  |                                                                  |                                                                  |                                                                  |                                                                  |                                                                  |                                                      |                                                      |                                                      |                                                      |                                                      |                                                      |                               |                               |                               |                               |  |  |  |  |  |  |  |  |  |  |  |  |  |  |  |  |  |  |
|                            |                            |                              |                              |                              |                              |                              |                              |                           |                           |                           |                           |                            |                            |                                                                    |                                                                    |                                                                    |                                                                    |                                                                    |                                                                    |                              |                              |                           |                           |                             |                             |                             |                             |                             |                             |                                                                   |                                                                   |                                                                   |                                                                   |                                                                   |                                                                   |                                 |                                 |                                 |                                 |                                                         |                                                         |                                                         |                                                         |                                                         |                                                         |       |       |                                                                      |                                                                      |                                                                      |                                                                      |                                                                      |                                                                      |                                                    |                                                    |                                                                  |                                                                  |                                                                  |                                                                  |                                                                  |                                                                  |                                                                  |                                                                  |                                                                  |                                                                  |                                                      |                                                      |                                                      |                                                      |                                                      |                                                      |                               |                               |                               |                               |  |  |  |  |  |  |  |  |  |  |  |  |  |  |  |  |  |  |
|                            |                            |                              |                              |                              |                              |                              |                              |                           |                           |                           |                           |                            |                            |                                                                    |                                                                    |                                                                    |                                                                    |                                                                    |                                                                    |                              |                              |                           |                           |                             |                             |                             |                             |                             |                             |                                                                   |                                                                   |                                                                   |                                                                   |                                                                   |                                                                   |                                 |                                 |                                 |                                 |                                                         |                                                         |                                                         |                                                         |                                                         |                                                         |       |       |                                                                      |                                                                      |                                                                      |                                                                      |                                                                      |                                                                      |                                                    |                                                    |                                                                  |                                                                  |                                                                  |                                                                  |                                                                  |                                                                  |                                                                  |                                                                  |                                                                  |                                                                  |                                                      |                                                      |                                                      |                                                      |                                                      |                                                      |                               |                               |                               |                               |  |  |  |  |  |  |  |  |  |  |  |  |  |  |  |  |  |  |
| Ариадна Шенгелая род. 1937 | Ариадна Шенгелая род. 1937 | Ариадна Шенгелая род. 1937   | Ариадна Шенгелая род. 1937   | Ариадна Шенгелая род. 1937   | Ариадна Шенгелая род. 1937   |                              |                              | Эльдар Шенгелая род. 1933 | Эльдар Шенгелая род. 1933 | Эльдар Шенгелая род. 1933 | Эльдар Шенгелая род. 1933 | Эльдар Шенгелая род. 1933  | Эльдар Шенгелая род. 1933  |                                                                    |                                                                    | Георгий Шенгелая (1937-2020)                                       | Георгий Шенгелая (1937-2020)                                       | Георгий Шенгелая (1937-2020)                                       | Георгий Шенгелая (1937-2020)                                       | Георгий Шенгелая (1937-2020) | Георгий Шенгелая (1937-2020) |                           |                           | Софико Чиаурели (1937-2008) | Софико Чиаурели (1937-2008) | Софико Чиаурели (1937-2008) | Софико Чиаурели (1937-2008) | Софико Чиаурели (1937-2008) | Софико Чиаурели (1937-2008) |                                                                   |                                                                   | Котэ Махарадзе (1926-2002)                                        | Котэ Махарадзе (1926-2002)                                        | Котэ Махарадзе (1926-2002)                                        | Котэ Махарадзе (1926-2002)                                        | Котэ Махарадзе (1926-2002)      | Котэ Махарадзе (1926-2002)      |                                 |                                 | Рамаз театральный режиссёр-постановщик                  | Рамаз театральный режиссёр-постановщик                  | Рамаз театральный режиссёр-постановщик                  | Рамаз театральный режиссёр-постановщик                  | Рамаз театральный режиссёр-постановщик                  | Рамаз театральный режиссёр-постановщик                  |       |       | Отар (1917—1966) (сын М. Чиаурели от 1 брака) режиссёр-документалист | Отар (1917—1966) (сын М. Чиаурели от 1 брака) режиссёр-документалист | Отар (1917—1966) (сын М. Чиаурели от 1 брака) режиссёр-документалист | Отар (1917—1966) (сын М. Чиаурели от 1 брака) режиссёр-документалист | Отар (1917—1966) (сын М. Чиаурели от 1 брака) режиссёр-документалист | Отар (1917—1966) (сын М. Чиаурели от 1 брака) режиссёр-документалист |                                                    |                                                    | Георгий Данелия (1930—2019) 1ж. Ирина Гинзбург 3ж. Галина Юркова | Георгий Данелия (1930—2019) 1ж. Ирина Гинзбург 3ж. Галина Юркова | Георгий Данелия (1930—2019) 1ж. Ирина Гинзбург 3ж. Галина Юркова | Георгий Данелия (1930—2019) 1ж. Ирина Гинзбург 3ж. Галина Юркова | Георгий Данелия (1930—2019) 1ж. Ирина Гинзбург 3ж. Галина Юркова | Георгий Данелия (1930—2019) 1ж. Ирина Гинзбург 3ж. Галина Юркова |                                                                  |                                                                  | Любовь Соколова (1921—2001)                                      | Любовь Соколова (1921—2001)                                      | Любовь Соколова (1921—2001)                          | Любовь Соколова (1921—2001)                          | Любовь Соколова (1921—2001)                          | Любовь Соколова (1921—2001)                          |                                                      |                                                      |                               |                               |                               |                               |  |  |  |  |  |  |  |  |  |  |  |  |  |  |  |  |  |  |
| Ариадна Шенгелая род. 1937 | Ариадна Шенгелая род. 1937 | Ариадна Шенгелая род. 1937   | Ариадна Шенгелая род. 1937   | Ариадна Шенгелая род. 1937   | Ариадна Шенгелая род. 1937   |                              |                              | Эльдар Шенгелая род. 1933 | Эльдар Шенгелая род. 1933 | Эльдар Шенгелая род. 1933 | Эльдар Шенгелая род. 1933 | Эльдар Шенгелая род. 1933  | Эльдар Шенгелая род. 1933  |                                                                    |                                                                    | Георгий Шенгелая (1937-2020)                                       | Георгий Шенгелая (1937-2020)                                       | Георгий Шенгелая (1937-2020)                                       | Георгий Шенгелая (1937-2020)                                       | Георгий Шенгелая (1937-2020) | Георгий Шенгелая (1937-2020) |                           |                           | Софико Чиаурели (1937-2008) | Софико Чиаурели (1937-2008) | Софико Чиаурели (1937-2008) | Софико Чиаурели (1937-2008) | Софико Чиаурели (1937-2008) | Софико Чиаурели (1937-2008) |                                                                   |                                                                   | Котэ Махарадзе (1926-2002)                                        | Котэ Махарадзе (1926-2002)                                        | Котэ Махарадзе (1926-2002)                                        | Котэ Махарадзе (1926-2002)                                        | Котэ Махарадзе (1926-2002)      | Котэ Махарадзе (1926-2002)      |                                 |                                 | Рамаз театральный режиссёр-постановщик                  | Рамаз театральный режиссёр-постановщик                  | Рамаз театральный режиссёр-постановщик                  | Рамаз театральный режиссёр-постановщик                  | Рамаз театральный режиссёр-постановщик                  | Рамаз театральный режиссёр-постановщик                  |       |       | Отар (1917—1966) (сын М. Чиаурели от 1 брака) режиссёр-документалист | Отар (1917—1966) (сын М. Чиаурели от 1 брака) режиссёр-документалист | Отар (1917—1966) (сын М. Чиаурели от 1 брака) режиссёр-документалист | Отар (1917—1966) (сын М. Чиаурели от 1 брака) режиссёр-документалист | Отар (1917—1966) (сын М. Чиаурели от 1 брака) режиссёр-документалист | Отар (1917—1966) (сын М. Чиаурели от 1 брака) режиссёр-документалист |                                                    |                                                    | Георгий Данелия (1930—2019) 1ж. Ирина Гинзбург 3ж. Галина Юркова | Георгий Данелия (1930—2019) 1ж. Ирина Гинзбург 3ж. Галина Юркова | Георгий Данелия (1930—2019) 1ж. Ирина Гинзбург 3ж. Галина Юркова | Георгий Данелия (1930—2019) 1ж. Ирина Гинзбург 3ж. Галина Юркова | Георгий Данелия (1930—2019) 1ж. Ирина Гинзбург 3ж. Галина Юркова | Георгий Данелия (1930—2019) 1ж. Ирина Гинзбург 3ж. Галина Юркова |                                                                  |                                                                  | Любовь Соколова (1921—2001)                                      | Любовь Соколова (1921—2001)                                      | Любовь Соколова (1921—2001)                          | Любовь Соколова (1921—2001)                          | Любовь Соколова (1921—2001)                          | Любовь Соколова (1921—2001)                          |                                                      |                                                      |                               |                               |                               |                               |  |  |  |  |  |  |  |  |  |  |  |  |  |  |  |  |  |  |
|                            |                            |                              |                              |                              |                              |                              |                              |                           |                           |                           |                           |                            |                            |                                                                    |                                                                    |                                                                    |                                                                    |                                                                    |                                                                    |                              |                              |                           |                           |                             |                             |                             |                             |                             |                             |                                                                   |                                                                   |                                                                   |                                                                   |                                                                   |                                                                   |                                 |                                 |                                 |                                 |                                                         |                                                         |                                                         |                                                         |                                                         |                                                         |       |       |                                                                      |                                                                      |                                                                      |                                                                      |                                                                      |                                                                      |                                                    |                                                    |                                                                  |                                                                  |                                                                  |                                                                  |                                                                  |                                                                  |                                                                  |                                                                  |                                                                  |                                                                  |                                                      |                                                      |                                                      |                                                      |                                                      |                                                      |                               |                               |                               |                               |  |  |  |  |  |  |  |  |  |  |  |  |  |  |  |  |  |  |
|                            |                            |                              |                              |                              |                              |                              |                              |                           |                           |                           |                           |                            |                            |                                                                    |                                                                    |                                                                    |                                                                    |                                                                    |                                                                    |                              |                              |                           |                           |                             |                             |                             |                             |                             |                             |                                                                   |                                                                   |                                                                   |                                                                   |                                                                   |                                                                   |                                 |                                 |                                 |                                 |                                                         |                                                         |                                                         |                                                         |                                                         |                                                         |       |       |                                                                      |                                                                      |                                                                      |                                                                      |                                                                      |                                                                      |                                                    |                                                    |                                                                  |                                                                  |                                                                  |                                                                  |                                                                  |                                                                  |                                                                  |                                                                  |                                                                  |                                                                  |                                                      |                                                      |                                                      |                                                      |                                                      |                                                      |                               |                               |                               |                               |  |  |  |  |  |  |  |  |  |  |  |  |  |  |  |  |  |  |
|                            |                            |                              |                              | Ия Нинидзе род. 1960         | Ия Нинидзе род. 1960         | Ия Нинидзе род. 1960         | Ия Нинидзе род. 1960         | Ия Нинидзе род. 1960      | Ия Нинидзе род. 1960      |                           |                           | Николай род. 1958 художник | Николай род. 1958 художник | Николай род. 1958 художник                                         | Николай род. 1958 художник                                         | Николай род. 1958 художник                                         | Николай род. 1958 художник                                         |                                                                    |                                                                    |                              |                              | Александр род. 1963 актёр | Александр род. 1963 актёр | Александр род. 1963 актёр   | Александр род. 1963 актёр   | Александр род. 1963 актёр   | Александр род. 1963 актёр   |                             |                             | Михаил род. 1948 проф. НЦССХ им. А. Н. Бакулева ж. Елена Королёва | Михаил род. 1948 проф. НЦССХ им. А. Н. Бакулева ж. Елена Королёва | Михаил род. 1948 проф. НЦССХ им. А. Н. Бакулева ж. Елена Королёва | Михаил род. 1948 проф. НЦССХ им. А. Н. Бакулева ж. Елена Королёва | Михаил род. 1948 проф. НЦССХ им. А. Н. Бакулева ж. Елена Королёва | Михаил род. 1948 проф. НЦССХ им. А. Н. Бакулева ж. Елена Королёва |                                 |                                 |                                 |                                 | Михаил Чиаурели род. 1943                               | Михаил Чиаурели род. 1943                               | Михаил Чиаурели род. 1943                               | Михаил Чиаурели род. 1943                               | Михаил Чиаурели род. 1943                               | Михаил Чиаурели род. 1943                               |       |       |                                                                      |                                                                      | Светлана (Лана) (дочь Г. Данелия от 1 брака) юрист                   | Светлана (Лана) (дочь Г. Данелия от 1 брака) юрист                   | Светлана (Лана) (дочь Г. Данелия от 1 брака) юрист                   | Светлана (Лана) (дочь Г. Данелия от 1 брака) юрист                   | Светлана (Лана) (дочь Г. Данелия от 1 брака) юрист | Светлана (Лана) (дочь Г. Данелия от 1 брака) юрист |                                                                  |                                                                  | Кирилл Данелия (сын Г. Юрковой от 1 брака) извест. галерист      | Кирилл Данелия (сын Г. Юрковой от 1 брака) извест. галерист      | Кирилл Данелия (сын Г. Юрковой от 1 брака) извест. галерист      | Кирилл Данелия (сын Г. Юрковой от 1 брака) извест. галерист      | Кирилл Данелия (сын Г. Юрковой от 1 брака) извест. галерист      | Кирилл Данелия (сын Г. Юрковой от 1 брака) извест. галерист      |                                                                  |                                                                  | Николай Данелия (1959-1985) режиссёр, поэт, художник | Николай Данелия (1959-1985) режиссёр, поэт, художник | Николай Данелия (1959-1985) режиссёр, поэт, художник | Николай Данелия (1959-1985) режиссёр, поэт, художник | Николай Данелия (1959-1985) режиссёр, поэт, художник | Николай Данелия (1959-1985) режиссёр, поэт, художник |                               |                               |                               |                               |  |  |  |  |  |  |  |  |  |  |  |  |  |  |  |  |  |  |
|                            |                            |                              |                              | Ия Нинидзе род. 1960         | Ия Нинидзе род. 1960         | Ия Нинидзе род. 1960         | Ия Нинидзе род. 1960         | Ия Нинидзе род. 1960      | Ия Нинидзе род. 1960      |                           |                           | Николай род. 1958 художник | Николай род. 1958 художник | Николай род. 1958 художник                                         | Николай род. 1958 художник                                         | Николай род. 1958 художник                                         | Николай род. 1958 художник                                         |                                                                    |                                                                    |                              |                              | Александр род. 1963 актёр | Александр род. 1963 актёр | Александр род. 1963 актёр   | Александр род. 1963 актёр   | Александр род. 1963 актёр   | Александр род. 1963 актёр   |                             |                             | Михаил род. 1948 проф. НЦССХ им. А. Н. Бакулева ж. Елена Королёва | Михаил род. 1948 проф. НЦССХ им. А. Н. Бакулева ж. Елена Королёва | Михаил род. 1948 проф. НЦССХ им. А. Н. Бакулева ж. Елена Королёва | Михаил род. 1948 проф. НЦССХ им. А. Н. Бакулева ж. Елена Королёва | Михаил род. 1948 проф. НЦССХ им. А. Н. Бакулева ж. Елена Королёва | Михаил род. 1948 проф. НЦССХ им. А. Н. Бакулева ж. Елена Королёва |                                 |                                 |                                 |                                 | Михаил Чиаурели род. 1943                               | Михаил Чиаурели род. 1943                               | Михаил Чиаурели род. 1943                               | Михаил Чиаурели род. 1943                               | Михаил Чиаурели род. 1943                               | Михаил Чиаурели род. 1943                               |       |       |                                                                      |                                                                      | Светлана (Лана) (дочь Г. Данелия от 1 брака) юрист                   | Светлана (Лана) (дочь Г. Данелия от 1 брака) юрист                   | Светлана (Лана) (дочь Г. Данелия от 1 брака) юрист                   | Светлана (Лана) (дочь Г. Данелия от 1 брака) юрист                   | Светлана (Лана) (дочь Г. Данелия от 1 брака) юрист | Светлана (Лана) (дочь Г. Данелия от 1 брака) юрист |                                                                  |                                                                  | Кирилл Данелия (сын Г. Юрковой от 1 брака) извест. галерист      | Кирилл Данелия (сын Г. Юрковой от 1 брака) извест. галерист      | Кирилл Данелия (сын Г. Юрковой от 1 брака) извест. галерист      | Кирилл Данелия (сын Г. Юрковой от 1 брака) извест. галерист      | Кирилл Данелия (сын Г. Юрковой от 1 брака) извест. галерист      | Кирилл Данелия (сын Г. Юрковой от 1 брака) извест. галерист      |                                                                  |                                                                  | Николай Данелия (1959-1985) режиссёр, поэт, художник | Николай Данелия (1959-1985) режиссёр, поэт, художник | Николай Данелия (1959-1985) режиссёр, поэт, художник | Николай Данелия (1959-1985) режиссёр, поэт, художник | Николай Данелия (1959-1985) режиссёр, поэт, художник | Николай Данелия (1959-1985) режиссёр, поэт, художник |                               |                               |                               |                               |  |  |  |  |  |  |  |  |  |  |  |  |  |  |  |  |  |  |
|                            |                            |                              |                              |                              |                              |                              |                              |                           |                           |                           |                           |                            |                            |                                                                    |                                                                    |                                                                    |                                                                    |                                                                    |                                                                    |                              |                              |                           |                           |                             |                             |                             |                             |                             |                             |                                                                   |                                                                   |                                                                   |                                                                   |                                                                   |                                                                   |                                 |                                 |                                 |                                 |                                                         |                                                         |                                                         |                                                         |                                                         |                                                         |       |       |                                                                      |                                                                      |                                                                      |                                                                      |                                                                      |                                                                      |                                                    |                                                    |                                                                  |                                                                  |                                                                  |                                                                  |                                                                  |                                                                  |                                                                  |                                                                  |                                                                  |                                                                  |                                                      |                                                      |                                                      |                                                      |                                                      |                                                      |                               |                               |                               |                               |  |  |  |  |  |  |  |  |  |  |  |  |  |  |  |  |  |  |
|                            |                            |                              |                              |                              |                              |                              |                              |                           |                           |                           |                           |                            |                            |                                                                    |                                                                    |                                                                    |                                                                    |                                                                    |                                                                    |                              |                              |                           |                           |                             |                             |                             |                             |                             |                             |                                                                   |                                                                   |                                                                   |                                                                   |                                                                   |                                                                   |                                 |                                 |                                 |                                 |                                                         |                                                         |                                                         |                                                         |                                                         |                                                         |       |       |                                                                      |                                                                      |                                                                      |                                                                      |                                                                      |                                                                      |                                                    |                                                    |                                                                  |                                                                  |                                                                  |                                                                  |                                                                  |                                                                  |                                                                  |                                                                  |                                                                  |                                                                  |                                                      |                                                      |                                                      |                                                      |                                                      |                                                      |                               |                               |                               |                               |  |  |  |  |  |  |  |  |  |  |  |  |  |  |  |  |  |  |
|                            |                            |                              |                              |                              |                              |                              |                              |                           |                           |                           |                           |                            |                            |                                                                    |                                                                    |                                                                    |                                                                    |                                                                    |                                                                    |                              |                              | Рамаз Чиаурели род. 1977  | Рамаз Чиаурели род. 1977  | Рамаз Чиаурели род. 1977    | Рамаз Чиаурели род. 1977    | Рамаз Чиаурели род. 1977    | Рамаз Чиаурели род. 1977    |                             |                             |                                                                   |                                                                   | Кирилл                                                            | Кирилл                                                            | Кирилл                                                            | Кирилл                                                            | Кирилл                          | Кирилл                          |                                 |                                 |                                                         |                                                         |                                                         |                                                         |                                                         |                                                         |       |       |                                                                      |                                                                      |                                                                      |                                                                      |                                                                      |                                                                      |                                                    |                                                    |                                                                  |                                                                  |                                                                  |                                                                  | Маргарита род. 1982 м. Леонид Седов                              | Маргарита род. 1982 м. Леонид Седов                              | Маргарита род. 1982 м. Леонид Седов                              | Маргарита род. 1982 м. Леонид Седов                              | Маргарита род. 1982 м. Леонид Седов                              | Маргарита род. 1982 м. Леонид Седов                              |                                                      |                                                      |                                                      |                                                      | Алёна род. 1983 м. Энри Егоян                        | Алёна род. 1983 м. Энри Егоян                        | Алёна род. 1983 м. Энри Егоян | Алёна род. 1983 м. Энри Егоян | Алёна род. 1983 м. Энри Егоян | Алёна род. 1983 м. Энри Егоян |  |  |  |  |  |  |  |  |  |  |  |  |  |  |  |  |  |  |